# Vrhovec Bednjanski
Vrhovec Bednjanski is een plaats in de gemeente Bednja in de Kroatische provincie Varaždin. De plaats telt 33 inwoners (2001).